# Seán Crowe
Seán Crowe (Dublín, 7 de març de 1957) és un polític irlandès del Sinn Féin, i un Teachta Dála per la circumscripció de Dublín Sud-oest.
Va treballar com a activista comunitari a la zona, fent campanya sobre qüestions com ara els hospitals, el transport, els medicaments i per un habitatge assequible. Durant la dècada de 1990, quan es va iniciar el procés de pau d'Irlanda del Nord, Crowe va ser el cap de la missió del Sinn Féin al Fòrum per la Pau i la Reconciliació al castell de Dublín i va ser membre de l'equip de negociacions del Sinn Féin. Crowe ha representat al partit en les negociacions multipartidistes que van conduir a l'Acord de Divendres Sant de 1998.
Ha estat involucrat en la política des de 1989, quan es va presentar sense èxit per la circumscripció de Dublín Sud-eest en les eleccions generals de 1989. Va disputar de nou per la circumscripció el 1992 i el 1997, i va augmentar significativament la seva quota de vot en l'última ocasió. El 1999 va ser elegit conseller en el Consell del Comtat de Dublín Sud en representació de Tallaght Sud. El mateix dia va fracassar com a candidar a la circumscripció de Dublín pel Parlament Europeu.
Va ser elegit a la Dáil Éireann en les eleccions generals de 2002, però va perdre el seu escó en les eleccions de 2007. El setembre de 2008 va tornar al Consell del Comtat de Dublín Sud quan va ser nomenat per substituir un company de partit i va mantenir l'escó a les eleccions locals de 2009. Va recuperar el seu seient de Dáil per Dublín Sud-oest a les eleccions generals de 2011 i de 2016.
Va ser membre de l'executiva nacional de Sinn Féin. Està casat amb Pamela Kane, i viuen a Tallaght.